# Imjärvi
Imjärvi là ngôi làng ở thị trấn Heinola thuộc tỉnh Päijät-Häme của Phần Lan. Ngôi làng tọa lạc trên eo đất giữa các hồ Imjärvi và Ala-Rääveli, cách trung tâm Heinola khoảng 15 km dọc theo con đường xa lộ địa phương 15017.
Ngôi làng này được hồ sơ đất đai đề cập lần đầu tiên vào năm 1543 với cái tên Immijärfwi. 
Làng Imjärvi còn được giới nghiên cứu UFO biết đến qua vụ hai người dân trong làng tình cờ bắt gặp UFO ở Imjärvi xảy ra vào ngày 7 tháng 1 năm 1970.